# زانکت کاترین ام هونشتاین
زانکت کاترین ام هونشتاین (به آلمانی: Sankt Kathrein am Hauenstein) یک منطقهٔ مسکونی در اتریش است که در وایتس واقع شده‌است. زانکت کاترین ام هونشتاین ۱۹٫۲۹ کیلومتر مربع مساحت دارد ۸۲۲ متر بالاتر از سطح دریا واقع شده‌است.